# Cimopolea
Cimopolea (in greco antico: Κυμοπόλεια?, Kymopóleia) era, nella mitologia greca, una divinità minore, dea delle tempeste marittime, figlia di Poseidone e di Anfitrite. 
Il dio del mare diede Cimopolea in sposa al gigante centimano Briareo, in segno di gratitudine per l'aiuto prestato agli Olimpi nella Titanomachia.
Questo personaggio appare solo nella Teogonia di Esiodo.

## Influenza culturale
Cimopolea compare nel libro Eroi dell'Olimpo 5: Il sangue dell'Olimpo di Rick Riordan. Jason Grace e Percy Jackson la incontrano sulla strada per Atene, e vengono quasi uccisi da lei e dal gigante Polibote.